# 紀元前776年
紀元前776年（きげんぜん776ねん）は、西暦による年。

## 他の紀年法
- 干支 : 乙丑
- 中国
  - 周 - 幽王6年
  - 魯 - 孝公31年
  - 斉 - 荘公贖19年
  - 晋 - 文侯5年
  - 秦 - 襄公2年
  - 楚 - 若敖15年
  - 宋 - 戴公24年
  - 衛 - 武公37年
  - 陳 - 平公2年
  - 蔡 - 釐侯34年
  - 曹 - 恵伯20年
  - 鄭 - 桓公31年
  - 燕 - 頃侯15年
- 朝鮮
  - 檀紀1558年
- ユダヤ暦 : 2985年 - 2986年

## できごと
- 7月 - 古代オリンピック第1回大会がギリシアのオリンピアで開催される。[1]